# Gruppo Sobretta-Gavia
Gruppo Sobretta-Gavia (Sobretta-Gavia-Gruppe) – grupa górska we Włoszech, część Alp Retyckich.
Według podziału AVE z pasmem tym (numer AVE 48b) sąsiadują następujące grupy górskie:
Massiccio del Bernina (Berninagruppe, AVE 66a) i Alpi di Livigno (Livigno-Alpen, AVE 67) na zachodzie,
Gruppo Ortles-Cevedale (Ortler-Alpen, AVE 48a) na północy i północnym wschodzie,
Alpi dell’Adamello e della Presanella (AVE 49) na południowym wschodzie
oraz Alpy Bergamskie (AVE 68) na południu.
Przed 1984 klasyfikowana jako podgrupa Gruppo Ortles-Cevedale (Ortler-Alpen).
Szczyty:
- Monte Sobretta (3296 m[6]),
- Monte Gavia (3223 m[7]),
- Punta di Pietra Rossa (3283 m[8]),
- Monte Vallecetta (3148 m),
- Monte Serottini (2967 m).